# Dekha Ibrahim Abdi
Dekha Ibrahim Abdi (* 17. November 1964 in Wajir; † 14. Juli 2011 in Nairobi) war eine kenianische Friedensaktivistin und Trägerin des Right Livelihood Award 2007.

## Leben
Dekha Ibrahim Abdi wurde 1964 im Distrikt Wajir in der mehrheitlich von Somali bewohnten Nordostprovinz Kenias unweit der Grenze zu Somalia geboren.
In jener Zeit herrschte in der Region der „Shifta-Krieg“ (1963–1967) zwischen der kenianischen Regierung und Somali-Rebellen, die für den Anschluss der Provinz an ein Groß-Somalia kämpften. Zur Aufstandsbekämpfung wurde die Bevölkerung in von der Regierung kontrollierte Dörfer umgesiedelt, und so lebte auch Dekha Ibrahim Abdi zunächst in einem solchen „Kijiji“, „einem Dorf oder einer Zeltstadt, wo Menschen und Vieh in einem räumlich abgetrennten Gebiet gehalten wurden. Dieser Umstand und die hygienischen Umstände kosteten vielem Vieh und vielen Menschen das Leben.“ Bis 1990 herrschte in Wajir weiterhin Ausnahmezustand.
Dekha Ibrahim Abdi selbst war Muslimin und Somali, wuchs aber zusammen mit Menschen verschiedener Ethnien und Religionen in der Nachbarschaft auf. In ihrer Sekundarschule waren die Kinder nach ethnischer und religiöser Zugehörigkeit getrennt, doch Dekha pflegte seit ihrer Kindheit Freundschaften über diese Grenzen hinweg. Diese Verbindung zu beiden Seiten half ihr auch in ihrer Arbeit als Schulsprecher. Bereits damals machte sie wichtige Erfahrungen in der Vermittlung und Mediation.
Sie lebte zuletzt in Mombasa. Am 14. Juli 2011 erlag sie in einem Nairobier Krankenhaus den Folgen eines Autounfalls, bei dem auch ihr Ehemann und der Fahrer des Wagens, in dem sie saß, eine Woche zuvor noch am Unfallort ums Leben kamen. Die Limousine war auf der Dienstreise zu einer Veranstaltung in Nairobi mit einem Lastwagen kollidiert.

## Arbeit in Friedenskomitees
Nach Aufhebung des Ausnahmezustands verschlechterte sich die Sicherheitslage Anfang der 1990er Jahre weiter, Konflikte führten zu 1.500 Toten und Hass zwischen den örtlichen Clans. 1992 starteten Dekha Ibrahim Abdi und weitere Frauen wie auch Männer deshalb eine Friedensinitiative, brachten Menschen verschiedener Clans und Ethnien zusammen, führten trotz Widerständen der Clan-Ältesten Verhandlungen zwischen den Konfliktparteien und erreichten schließlich ein Friedensabkommen. Zur Durchsetzung des Abkommens wurde das Wajir Peace Committee gegründet, bestehend aus Clanvertretern, Vertretern der staatlichen Sicherheitsorgane, religiösen Führern, Parlamentariern, NGOs usw. Dekha Ibrahim Abdi, die in einem Projekt für mobile Gesundheitsversorgung für Nomaden gearbeitet hatte, wurde zur Sekretärin des Komitees gewählt.
Das Modell des Friedenskomitees wurde 1998 erneut eingesetzt, nachdem es Übergriffe auf Christen in Wajir gegeben hatte. Das Peace Committee wurde daraufhin aktiv, um den Dialog und die Beziehungen zwischen Christen und Muslimen zu stärken. Dieses Modell wurde seither in anderen Teilen Kenias, aber auch in Uganda, Äthiopien, Sudan und Südafrika eingesetzt, Dekha Ibrahim Abdi war in Somalia, Sierra Leone, Sudan, Kanada, Kambodscha, den Philippinen, Ghana, Nigeria, den Niederlanden, Simbabwe und Großbritannien tätig. 1997 war Abdi unter den Gründungsmitgliedern der Coalition of Peace in Africa (COPA). Seit kurzem (Stand: Oktober 2007) gehört sie dem Beratergremium der Berghof Foundation an.
Zu ihren größten Erfolgen gehörten ihrer eigenen Einschätzung nach, dass die kenianische Regierung anders als früher die Zivilgesellschaft als wichtigen Partner im Friedensprozess sieht, diese bewusst einbezieht und dass das Modell der Friedenskomitees sich auch in anderen Konflikten durchsetzen konnte. Sie selbst schätzte Religion als Hilfsmittel für die Friedensarbeit und nicht als Ursache der Konflikte ein. Religion sei dann konfliktverschärfend, wenn sie instrumentalisiert werde.

## Auszeichnungen
- 2005 wurde Dekha Ibrahim Abdi als Kenyan Peace Builder of the Year ausgezeichnet.
- Sie gehörte zu den 1000 Frauen für den Friedensnobelpreis 2005.
- 2007 erhielt sie den Right Livelihood Award.
- Am 21. Januar 2010 bekam sie den Hessischen Friedenspreis verliehen.